# Loud (альбом Ріанни)
«Loud» (укр. Гучний) — п'ятий студійний альбом барбадоської співачки Ріанни, випущений 12 листопада 2010 року. Запис пісень для альбому Loud Ріанна почала в лютому і закінчила через шість місяців, в серпні 2010 року. Головний сингл з альбому Loud Only Girl (In the World) був випущений 10 вересня 2010 року, тільки для цифрового завантаження.

## Про альбом
В червні 2010 року Ріанна планувала випустити свій п'ятий студійний альбом. Співаки, автори пісень і продюсери Тайо Круз, Алекс Да Кід, Шон Гарретт, Ne-Yo, Rico Love, Timbaland, Shontelle, Давід Гета, і Drake працювали над альбомом. «Я буду сумувати за ерою Rated R, але нічого не зрівняється з альбомом, який я щойно зробила», сказала Ріанна, додаючи: «Я вірю, що не підвела Вас своєю музикою. Ви завжди вірили в мене, так що тепер у Вас є пара хітових пісень від мене. Я не хотіла йти назад і робити римейк Good Girl Gone Bad. Я хотіла зробити крок вперед в розвитку свого образу, і це прекрасно». На початку вересня 2010 року Ріанна оголосила, що альбом буде названий «Loud».
«Все буде гучним, стане божевільним, ввійде в азарт, тому що „Loud“ накачаний хітами. Я лише збираюсь бути собою, тому що це те, що Ви любите більше за все, і це те, що змушує мене відчувати себе краще. Тільки бути нормальним, нормальним для себе це „Loud“! Зухвалий, забавний, кокетливий і енергійний».
В той час як Ріанна проходила кастинг на фільм Морський бій, вона пояснила в інтерв'ю з Entertainment Tonight: «„Loud“, назва альбому виразно відображає відношення цього, це дійсно зухвало й кокетливо, і це захоплює Вашу увагу, і саме тому я насолоджуюсь ним. Це бере Вас і відносить в цікавий тур».

## Музика й лірика
Пісні були складені Shontelle, Естер Дін і Нікі Мінаж. StarGate записав першокласні партії для синтезатора, клубні баси і хорові партії, показані в більшій мірі, на трьох піснях з альбому, «Only Girl (In the World)», «What's My Name?» і «S&M». «Cheers (Drink To That)» чуттєва, з глибоким гітарним звуком, присвячена ночі в місті й інтерполює Авріл Лавін, «I’m with You». «California King Bed» — акустична балада. «S&M» — «найгучніший» трек на альбомі. Ріанна описала «Raining Men» як «дійсно забавну пісню. Дещо оригінальне. Це цілком ап-темпо, але частково вивертким і забавне». Ріанна і Дрейк описали їхній дует, «What’s My Name?» як «молодіжну» й «грайливу» пісню.

## Списки композицій
| #     | Назва                            | Автор | Продюсер(и)                     | Тривалість |
| ----- | -------------------------------- | --- | ------------------------------- | ---------- |
| 1.    | «S&M»                            | Mikkel S. Eriksen, Tor Erik Hermansen, Sandy Wilhelm, Ester Dean                                                                                      | StarGate, Sandy Vee             | 4:04       |
| 2.    | «What's My Name?»                | Hermansen, Eriksen, Dean, Traci Hale, Aubrey Graham                                                                                                   | StarGate                        | 4:23       |
| 3.    | «Cheers (Drink To That)»         | Andrew Harr, Jermaine Jackson, Stacey Barthe, Laura Pergolizzi, Corey Gibson, Chris Ivery, Lauren Christy, Graham Edwards, Avril Lavigne, Scott Spock | The Runners                     | 4:22       |
| 4.    | «Fading»                         | Jamal Jones, Dean | Polow da Don                    | 3:20       |
| 5.    | «Only Girl (In the World)»       | Crystal Johnson, Eriksen, Hermansen, Wilhelm | StarGate, Sandy Vee             | 3:55       |
| 6.    | «California King Bed»            | Harr, Jackson, Priscilla Renea, Alex Delicata | The Runners                     | 4:12       |
| 7.    | «Man Down»                       | Shama Joseph, Timothy Thomas, Theron Thomas, Shontelle Layne                                                                                          | Sham                            | 4:27       |
| 8.    | «Raining Men»                    | Melvin Hough II, Rivelino Wouter, Timothy Thomas, Theron Thomas, Onika Maraj                                                                          | Mel & Mus                       | 3:45       |
| 9.    | «Complicated»                    | Christopher Stewart, Dean | C. "Tricky" Stewart, Ester Dean | 4:18       |
| 10.   | «Skin»                           | Kenneth Coby, Ursula Yancy | Soundz                          | 5:04       |
| 11.   | «Love the Way You Lie (Part II)» | Alexander Grant, Holly Hafferman, Marshall Mathers | Alex da Kid                     | 4:56       |
| 46:38 |                                  | |                                 |            |

| Японські бонус-треки | Японські бонус-треки                               | Японські бонус-треки |
| #                    | Назва                                              | Тривалість           |
| -------------------- | -------------------------------------------------- | -------------------- |
| 12.                  | «Only Girl (In the World)» (The Bimbo Jones Radio) | 3:53                 |
| 13.                  | «Only Girl (In the World)» (CCW Radio Mix)         | 3:44                 |

| Бонус-треки iTunes | Бонус-треки iTunes                                                                   | Бонус-треки iTunes |
| #                  | Назва                                                                                | Тривалість         |
| ------------------ | ------------------------------------------------------------------------------------ | ------------------ |
| 12.                | «Love the Way You Lie (Part II)» (Piano version)                                     | 4:09               |
| 13.                | «Only Girl (In the World)» (Music video)                                             | 4:15               |
| 14.                | «Only Girl (In the World)» (Mixin Marc & Tony Svejda Mix Show Edit) (Pre-order only) | 6:25               |

| Делюкс-видання | Делюкс-видання                                                                                 | Делюкс-видання |
| #              | Назва                                                                                          | Тривалість     |
| -------------- | ---------------------------------------------------------------------------------------------- | -------------- |
| 1.             | «The Making of Loud: Chapter 1»                                                                | 0:48           |
| 2.             | «The Making of Loud: Chapter 2 — Raining Men Recording Session»                                | 1:32           |
| 3.             | «The Making of Loud: Chapter 3 — Man Down Recording Sesson»                                    | 1:40           |
| 4.             | «The Making of Loud: Chapter 4»                                                                | 0:30           |
| 5.             | «The Making of Loud: Chapter 5 — Live in NYC — Madison Square Garden»                          | 7:00           |
| 6.             | «The Making of Loud: Chapter 6 — Reb'l Fleur Photo Shoot»                                      | 3:30           |
| 7.             | «The Making of Loud: Chapter 7 — Loud Album Art Photo Shoot»                                   | 1:52           |
| 8.             | «The Making of Loud: Chapter 8 — Day One»                                                      | 3:39           |
| 9.             | «The Making of Loud: Chapter 9 — Day Two»                                                      | 2:48           |
| 10.            | «The Making of Loud: Chapter 10 — Credits (Includes making of Only Girl (In the World) video)» | 3:05           |